# E-zdravstvo
E-zdravstvo predstavlja primenu informaciono-komunikacionih tehnologija za zadovoljenje zdravstvenih potreba građana, pacijenata, zdravstvenih stručnjaka i zdravstvenih ustanova. Elektronski zdravstveni sistem (ili zdravstveni informacioni sistem) predstavlja informacioni i upravljački sistem koji podržava procese zdravstvene službe u celini.

## Elementi sistema e-zdravstva:
1. E-karton je sistematska kolekcija elektronskih informacija o zdravstvenom stanju jednog pacijenta ili populacije, koja se čuva radi lakšeg pristupa informacijama, obračuna lečenja, pregleda istorije bolesti i smanjivanja potreba za ručnom administracijom.[3]
2. E-recept je zamena za klasičan recept koji izdaju lekari. Prednost se ogleda u smanjenim troškovima administracije i mogućim problemima koji nastaju kod klasičnih lekarskih recepata.
3. E-uput se elektronskim putem šalje od lekara do laboratorije sa naznačenim analizama i prijem tih rezultata.
4. E-zdravstvena kartica je multifunkcionalna pametna kartica koja se izrađuje kao zamena za klasičnu zdravstvenu knjižicu na kojima se lako mogu vršiti izmene u pogledu osiguranika, kao i dodavanje informacija o elektronskim receptima, laboratorijskim receptima i slično.
5. Dijagnostički informacioni sistem je interaktivni softver koji predstavlja podršku prilikom odlučivanja, odnosno postavljanja dijagnoze.[1]
6. M-zdravstvo skraćeno za mobilno zdravstvo je pojam koji se upotrebljava u medicinskoj praksi i javnom zdravlju preko mobilnih uređaja.[4]
7. Telemedicina predstavlja korišćenje informaciono-komunikacionih tehnologija u cilju pružanja zdravstvene nege na daljinu.[1]